# Darkflix
Darkflix é um serviço de streaming brasileiro focado em filmes do cinema fantástico (terror, mistério, ficção científica, fantasia e suspense).  Foi lançado em maio de 2019 com o slogan "Assista se tiver coragem", e 666 títulos disponibilizados temporariamente de forma gratuita. Com o selo Darkflix/1Films, distribui filmes em mídia física: DVDs e blu-rays. Pertence a DRK Entretenimento, também responsável pelas plataformas Wurlark (estilizado como WÜRLAK), Darkomix e Bradoky. Em 2020 passou a exibir festivais de cinema. Em 2021 foi divulgado que o Darkflix tem cerca de 230 mil usuários.

## História
Ernani Silva começou a desenvolver o Darkflix para a TV a cabo em 2009, mas passou a considerar o lançamento do projeto na internet, devido ao crescimento dos serviços de streaming. Ele decidiu focar nos filmes de terror por ser o gênero que mais gosta, e por ser muito popular. Inicialmente, foi lançado como um canal de TV por streaming, a Darkflix TV, com uma programação de 24 horas. Mais tarde, lançou a segunda fase do projeto, uma plataforma de streaming, a Darkflix, com títulos dos gêneros mistério, ficção científica, fantasia e suspense. Inicialmente, eram lançados filmes que estavam fora do mercado, mas depois passaram a serem incluídos títulos mais populares. A terceira fase do Darkflix será um leitor de HQs. Também estão sendo desenvolvidas produções originais.
Em 2020, exibiu de forma limitada e gratuitamente no Darkflix a Mostra MacaBRo, promovida pelo CCBB (Centro Cultural Banco do Brasil). Devido ao sucesso da edição do festival, com 400 mil visualizações, a mostra foi transmitida por mais cinco dias, sendo exibidos os títulos mais pedidos pelo público.

## Festivais e mostras de cinema
A partir de 2020, o Darkflix passou a exibir festivais e mostras de cinema:

### Festivais
- Fantaspoa[10](2020 e 2021[11] no Würlak[5])
- Mostra MacaBRo (2020)[12][13]
- CRASH – Mostra Internacional de Cinema Fantástico (2020)[14]

- CineCaos (no Würlak)(2021)[15]
- 6º Festival P.O.E de Cinema Fantástico (2021)[16]
- 1º Festival de Cinema Brasileiro Fantástico Online (2021)[17]
- Mostra New French Extremity (2021)[18]

### Outras transmissões
2020
- Filmes do Zé do Caixão[19]

2021
- Especial John Carpenter[20]
- Stephen King: O medo é seu melhor companheiro[21]